# Comstock laws
Adoptée en 1873 par le Congrès aux États-Unis, la loi fédérale Comstock visait à la "Suppression du Commerce et de la Diffusion de Littérature Obscène ou d'Objet à Usage Immoral".
Par extension, les lois Comstock désignent l'ensemble des lois dérivées de celle-ci et adoptées par 24 États américains.

## Anthony Comstock
Après une enfance dans le Connecticut, Anthony Comstock s'installe à New-York. Chrétien dévot, il fonde en 1872 la Société New-Yorkaise pour la Suppression du Vice (NYSSV).
Atterré par ce qu'il considère comme une ville dominée par la prostitution et la pornographie, il fait du lobbying auprès du gouvernement de l'État de New York et du Congrès des États-Unis pour criminaliser l'adultère, les relations sexuelles pré-maritales et autres "obscénités". Également choqué par les publicités pour les moyens de contraception, qu'il accuse de promouvoir la luxure et la débauche, il s'attaque à l'industrie de la contraception. 
Il se rend à Washington en 1872 avec un projet de loi anti-obscenité qui est adopté par le Congrès le 3 mars 1873. La loi Comstock fait des contraceptifs un produit obscène et illégal et de la diffusion de moyens de contraception par la poste, une infraction fédérale. Un nouveau poste est créé : agent spécial attaché au Bureau Postal des États-Unis. Ce dernier peut confisquer le matériel immoral et arrêter ceux qui l'ont envoyé. Le poste fut attribué à Anthony Comstock, qui l'occupa pendant 42 ans. Il affirma avoir poursuivi plus de 3 600 personnes et détruit plus de 160 tonnes de littérature obscène pendant cette période.

## Contexte social et économique
Après la Guerre de Sécession et la libération des esclaves, certains américains aspirent à un renouveau spirituel et moral au niveau national.
C'est une période de grands changements. La révolution industrielle offre du travail pour tous et notamment aux femmes. Les États-Unis font face à une vague d'immigration et les natifs se plaignent de la permissivité des immigrants en matière de sexualité et les accusent de dégrader la moralité du pays.  Dans les villes émerge un modèle sociétal basé sur l'alcool, la violence et la prostitution.
L'Association Médicale Américaine s'inquiète de la recrudescence des avortements qui permettent aux femmes de "négliger les devoirs imposés par la contrat du mariage".  Les médecins considèrent à l'époque que les orgasmes hors-mariages sont débilitants et peuvent conduire à la folie. L'église catholique condamne l'avortement comme la contraception, alors que l'état complique le divorce et promeut le mariage.